# Михаил (Симеонов син)
Вижте пояснителната страница за други личности с името Михаил.
Михаил е претендент за трона на България от 929 до 931 г.
Той е най-възрастният син на цар Симеон I и на първата му съпруга. По-голям полубрат е на цар Петър I. Лишен е от баща си от престола по неизвестни причини и замонашен.
През 930 г. оглавява въстание срещу брат си Петър и провизантийската му политика, подобно на по-малкия си брат Иван, вдигнал се срещу Петър през 928 г. и заради това изпратен в изгнание във Византия. Михаил успява да привлече привърженици в района на Долна Струма, някакви българи-„скити“, но в  хода на метежа неочаквано умира при неясни обстоятелства и подкрепящите го българи бягат на византийска територия. Те създават много грижи на местните власти, главно в Епир, които полагат много усилия за тяхното усмиряване.